# Pontcysylltský akvadukt
Pontcysylltský akvadukt (někdy také Pontcysyllteský akvadukt, velšsky Traphont Ddŵr Pontcysyllte, Akvadukt Pontcysyllte) je akvadukt plavebního kanálu Llangollen Canal. Nachází nedaleko velšského města Wrexham ve Spojeném království, přesněji mezi obcemi Trevor a Froncysyllte.
Akvadukt pochází z let 1795 - 1805 a autory jeho návrhu byly inženýři Thomas Telford a William Jessop. Most měl původně sloužit jako součást Ellesmerského kanálu, který měl spojovat přístav Ellesmere Port s městem Shrewsbury. Kvůli nedostatku financí však nikdy nebyl dokončen. Jeho hlavní část spolu s akvaduktem byla později přeměněna na dnešní Llangollen Canal.
Most je 307 m dlouhý. Hlavní koryto je 3,4 m široké a 1,5 m hluboké a nese jej 19 cihlových dutých pilířů s oblouky z litinových nosníků s rozpětím 13,7 m. Maximální vzdálenost koryta akvaduktu od dna údolí řeky Dee je 38,7 m. Most je nejdelším a nejvyšším akvaduktem ve Spojeném království.
Most spolu s kanálem je od roku 2009 zapsán na seznamu Světového dědictví Unesco.